# Кирсалово
Кирса́лово — посёлок в Пролетарском районе Ростовской области.
Входит в состав Пролетарского городского поселения.

## Население
| 2010 |
| ---- |
| 104  |

## Улицы
В поселке имеются две улицы — Кирсаловская и Точка Челюты.